# انجمن حجتیه

آرم انجمن حجّتیه

انجمن حُجّتیّه تشکیلاتی بهائی‌ستیز بود که با تأیید حسین بروجردی و توسط محمود حلبی، با هدفِ از بین بردن دیانت بهائی و تلاش برای «فراهم کردن زمینهٔ ظهور ولی عصر» در زمان پهلوی دوم راه‌اندازی گردید. متمم اساسنامه انجمن حجتیه، که بعد از انقلاب در سال ۱۳۵۸ تهیه شد، هدف انجمن را «از بین بردن کامل امکانات اجتماعی و اقتصادی و تشکیلاتی بهائیت» عنوان می‌کند.
این انجمن که با دریافت کمک‌های مالی از جانب رهبران روحانیت امور خود را سپری می‌کرد روزبه‌روز بر توانائی‌های خود افزود و به شبکه‌ای گسترده و سازمان‌یافته با ۱۲۰۰۰ عضو در سراسر ایران تبدیل شد. در دوران حکومت پهلوی، انجمن حجتیه اعضای خود را از ورود به سیاست منع می‌کرد، با ساواک همکاری داشت و از حمایت حکومت برخوردار بود. در دههٔ پنجاه خورشیدی، انجمن حجتیه به تشویق ساواک، به فعالیت علیه کمونیسم نیز روی آورد. در بحبوحه انقلاب بسیاری از اعضای انجمن حجتیه به صف انقلابیون پیوستند و به مناصب بالای حکومتی دست یافتند.
اعضای انجمن حجّتیه در ارعاب، تبعیض، دستگیری و آزار بهائیان نقش به‌سزایی ایفا نمود. به عنوان نمونه، بعد از اینکه محمدعلی رجایی، که سابقه عضویت در انجمن را داشت، به وزارت آموزش و پروش رسید، تمامی معلمان بهائی را از مدارس سراسر ایران اخراج کرد.
اعضای انجمن که با نفوذ در میان بهائیان در دوران حکومت پهلوی، به اطلاعات آماری این جامعه دست یافته بودند، بلافاصله پس از انقلاب، با استفاده از این اطلاعات، در ربودن، دستگیری و اعدام گستردهٔ رهبران بهائی، نقش مؤثری ایفا کردند. علاوه بر این، آن‌ها در تلاش برای فلج کردن زندگی روزمرهٔ بهائیان ایران، از آن زمان تاکنون، فعالیت داشتند.
حلبی این‌گروه را در سال ۱۳۶۲ پس از تهدید روح‌الله خمینی و ایرادِ اتهام خیانت و ارتجاع، منحل نمود. انحلال داوطلبانهٔ این انجمن نه‌تنها فعالیت‌ها و نفوذش را در دستگاه‌های دولتی جمهوری اسلامی تخفیف نداد، بلکه برعکس روند سرکوب بهائیان ایران را پس از انقلاب گسترش بخشید.
انجمن حجّتیه در آموزش رهبران انقلاب ۱۳۵۷ و سازماندهی دولت جمهوری اسلامی در کشور نفوذ بسیار داشت. اعضای انجمن از زمان انحلالش تاکنون در قوهٔ قضائیه، دستگاه‌های امنیتی و دفاتر کارگزینی برای نهادهای حکومتی فعّال بوده‌اند. از شخصیت‌های سیاسی مهم که سابقهٔ عضویت در انجمن، یا همدلی با بهائی‌ستیزی آن داشتند و پس از انقلاب ۱۳۵۷ به مقامات عالی در حکومت جمهوری اسلامی دست یافته‌اند می‌توان به علی خامنه‌ای، علی اکبر ولایتی، محمدعلی رجایی، کمال خرازی، حدّاد عادل، علی‌اکبر پرورش، و جواد ظریف اشاره کرد. بعضی از اعضای بلندپایهٔ سازمان مجاهدین خلق نیز، مانند مهدی ابریشم‌چی، سابقاً عضو انجمن بودند.
با رهبری علی خامنه‌ای، برخی از کسانی که در مشرب سیاسی و اعتقادی خود با انجمن حجّتیه همدلی می‌کردند، مانند مصباح یزدی، به کانون‌های قدرت نزدیک شدند. در زمان ریاست‌جمهوریِ محمود احمدی‌نژاد گمان می‌رفت بین او و انجمن حجّتیه ارتباطاتی وجود دارد. حسین سجادی از اعضای ارشد و هیئت‌مدیرهٔ انجمن در کتابی که در زمان ریاست‌جمهوری احمدی‌نژاد منتشر کرد شخصیت‌سازی‌ها و زمان ظهور را به‌گونه‌ای ترسیم کرد که گویی احمدی‌نژاد از جمله کسانی است که زمینهٔ ظهور امام دوازدهم را فراهم می‌کند.

## تاریخچه
انجمن حجّتیه پس از کودتای ۱۳۳۲ با هدف تعلیم کادرهایی برای دفاع علمی از اسلام و تشیع در برابر چالش الهیاتی بهائیت ایجاد شد. محمود حلبی بنیان‌گذار این سازمان، از استادان حوزهٔ علمیهٔ مشهد بود که بعد از شهریور ۱۳۲۰ با ایراد خطابه‌ای در مجامع مذهبی شهر مشهد پیروان بسیاری پیدا کرده بود، و در واقع واعظی برجسته و درجه اول به‌شمار می‌رفت. او با کسب اجازه از حسین بروجردی، سعی نمود تا انجمنی را برای جلوگیری از گسترش تعالیم دین بهائی، (که معتقد به‌ظهور پیامبرانی بعد از محمد بود) در مشهد تأسیس نماید. حلبی «انجمن امام زمان» را در مقابله با ادعای «مهدی صاحب الزمان» و «قائم موعود اسلام» بودن سید باب تشکیل داد. که پس از انقلاب اسلامی ایران در ۲۲ بهمن ۱۳۵۷ (۱۱ فوریه ۱۹۷۹) این انجمن با عنوان «حجّتیه» (حجت‌الله علیَ خلقِه) که یکی از القاب امام زمان است، به‌ثبت رسید. در سال ۱۳۲۹ شمسی (۱۹۵۰ میلادی)، این روحانی با نفوذ در شهر مشهد شروع به سازماندهی تفکرات ضدِبهائی در درون انجمن تبلیغات اسلامی که سازمانی با قدرتِ روزافزون بود، کرد. انجمن تا سال ۱۳۵۶ شمسی (۱۹۷۷) به سازمانی با ۱۲۰۰۰ عضو تبدیل شد. و بعدها به‌نام انجمن حجّتیه شناخته شد و در آموزش رهبران انقلاب سال ۱۳۵۷ شمسی (۱۹۷۹) ایران، و سازماندهی دولت جمهوری اسلامی در کشور نفوذ بسیار یافت.
محمود حلبی بنیان‌گذار این سازمان، از طرفداران نهضت ملی در دوران حکومت مصدّق بود؛ که پس از کودتای ۱۳۳۲ فعالیت سیاسی را به‌قول برخی کنار گذاشت و رهسپار تهران شد. تصمیم حلبی برای سفر به تهران، موفقیت‌های استراتژیکی را برای او به ارمغان آورد؛ زیرا طرح اولیهٔ حلبی، آموزش گروهی از طلبه‌ها برای انجام این وظیفه (مبارزه با بهائیت) بود. اما برگزاری کلاس‌هایی برای آموزش این دروس به طلبه‌ها، با مخالفت مقامات مذهبی بلندپایهٔ حوزهٔ علمیهٔ قم روبرو شد. مراحل اولیهٔ پروژهٔ حلبی در مشهد سپری گردید امّا چون پیشرفت پروژه در مشهد امیدوارکننده نبود (حدود ۶ ماه طول کشید تا او بتواند یک دانشجوی جدی را استخدام کرده و آموزش دهد) وی پس از نقل مکان به تهران یک گروه داوطلب غیرروحانی را که در مباحثه و مناظره مهارت داشتند برای این منظور در آن جا به همکاری گرفت. این گروه ابتدا به نام انجمن ضدبهائیت و پس از انقلاب به انجمن حجّتیه معروف شد. نخستین حلقهٔ شاگردان او از بازاری‌ها و پیشه‌وران مذهبی تشکیل می‌شدند که موفق شدند گروهی از دانش‌آموزان مشتاق و بااستعداد حوزه‌های علمیه و دبیرستان‌ها را به خدمت گیرند. این انجمن با شبکه‌هایی که در سرتاسر ایران به‌وجود آورده بود به یک مبارزهٔ همه‌جانبه با جامعهٔ بهائیان ایران روی آورد و به‌راحتی توانست در میان بهائیان که از پژوهشگران و متحریانِ این دین به‌گرمی استقبال می‌کردند نفوذ کند و صدماتی هم به جامعهٔ بهائی وارد سازد. گروه حجّتیه در دوران محمدرضا شاه از کمک‌های بی‌دریغ دستگاه امنیت و امکانات مالی بخش بزرگی از جامعهٔ شیعیان ایران برخوردار بود. بدین ترتیب حجّتیه با امکانات مالی و انسانی فراوان به مبارزه با گروهی بی‌دفاع که فاقد این امکانات بودند، پرداخت و تا سال ۱۳۵۶ (۱۹۷۷) بیش از ۱۲۰۰۰ عضو پیدا کرد.
همچنین، انجمن توانست از حمایت رهبران مذهبی مهمی مانند حسین بروجردی، فلسفی مرعشی نجفی، محمدهادی میلانی، عبدالله شیرازی و بهاءالدین محلاتی برخوردار گردد. دیگر افراد برجسته‌ای که به همدلی یا عضویت در حجّتیه منتسب شده و پس از انقلاب ۱۳۵۷ به مقامات عالی در جمهوری اسلامی دست یافته‌اند عبارتند از: مقام رهبری جمهوری اسلامی علی خامنه‌ای، وزیر امور خارجه علی‌اکبر ولایتی، وزیر آموزش‌وپرورش و رئیس‌جمهور محمدعلی رجایی. انجمن حجّتیه سرانجام در مردادماه ۱۳۶۲ با سخنان انتقادی خمینی در زمینهٔ نحوهٔ عملکرد آن، که مغایر با اهداف نظام تشخیص داده شد، تعطیلی خود را اعلام و به فعالیت‌های علنی ۳۰سالهٔ خود خاتمه داد. نمایندگان چپ‌گرا در مجلس سوم، قانون منع انتصاب اعضای این انجمن به‌مناصب عالی نظام را به‌تصویب رساندند، اما ادامهٔ پیشروی و نفوذ اعضای حجّتیه در دستگاه‌های دولتی داستان حجّتیه را به حکایتی دنباله‌دار بَدل می‌سازد.

#### زمینهٔ تشکیل انجمن حجّتیه
مسئلهٔ رودررویی روحانیون شیعه با بهائیان در ایران، موضوع مرتبطی با انجمن حجّتیه و تاریخ ایجاد و ادامهٔ فعالیت‌های آن تا به امروز است. از ابتدای تولد پرحادثهٔ دین بابی/بهائی در میانهٔ قرن نوزدهم، و با گسترش آن در سرزمین ایران، سرکوب پیروانش بخشی از تاریخ ایرانیان گشته است. در دورهٔ حکومت قاجار (۱۱۶۴ تا ۱۳۰۴) کشتارها و عملیات ضدبابی معمولاً هم‌زمان با بحران‌های ولایتی یا مملکتی رخ می‌داد. و بابی‌ها (و بعداً بهائی‌ها) را قربانی می‌کردند تا کوتاهی‌های دولت و نفوذ اقتصادی و سیاسی اروپاییان را پنهان سازند. در اصل، جلب توجه مردم به‌شرارت‌های «فرقهٔ ضاله» عامل استحکام روابط میان دولت قاجار و علما بوده است. در دوران محمدرضا شاه پهلوی نیز، حسین بروجردی، یگانه مرجع تقلید شیعیان از تمام نیروی خود برای مبارزه با بهائیت بهره گرفت و کوشید از نظر تبلیغاتی نیز به تبیین و تثبیت مسئلهٔ امام زمان بپردازد. مُبَلِغان بهائی این‌نظر را تبلیغ می‌کردند که منجی منتظَر شیعیان ظهور کرده و پس از او هم پیامبری جدید ظاهر شده است که تعالیم نوینی نظیر حذف طبقهٔ روحانیت، و تخفیف احکام شرعی اسلام آورده که موافق با افکار علمای دین و روحانیون نبوده و نیست. هردو گروه، شیعه و سنی، اسلام را آخرین دین خدا می‌دانند و اینکه یک دین جدید بتواند ادعای وراثت اسلام را داشته باشد از نظر طبقهٔ روحانیت ابداً امکان‌پذیر نیست. حجّتیه به‌دنبال دفاع از موقعیت شیعه، از طریق مراجعه به متون اسلامی و بهائی بود. حساسیت حلبی نسبت به این موضوع از یک‌تجربهٔ شخصی سرچشمه می‌گرفت. «جمعیت‌های مؤتلفهٔ اسلامی» مشهد که در سال ۱۳۳۰ خورشیدی تشکیل شده بود، برای مبارزه با بهائیان دو نفر — محمود حلبی و عباس علوی — را مأمور تحقیق و بررسی در خصوص فعالیت‌های بهائیان و نفوذ در میان آنان کردند. در این میان عباس علوی که دوست و هم‌کلاسی محمود حلبی بود به دین بهائی گرایش یافت و به آن پیوست. این موضوع زنگ خطری را برای حلبی به صدا درآورد؛ و او با کنار گذاشتن تحصیلات و مطالعات معمول، وقت خود را وقف مطالعهٔ تاریخ بهائی و متون اصلی آن کرد؛ تا یک پاسخ جامع اسلامی برای مسئلهٔ بهائیت بیابد، و اندیشهٔ تأسیس یک «انجمن» محافظ را در ذهن بپروراند، زیرا از دیدگاه وی بهائیان، مسلمانانی بدعت گذارند. در حالی‌که دین بهائی این‌نظریه را صریحاً رد کرده و خود را دیانتی مستقل می‌داند.

#### علل بهائی‌ستیزی
ریشهٔ نفرتِ سوزانِ روحانیت شیعه نسبت به دین بهائی، زاده از نهضت بابیه، را می‌توان در عنوان «باب» — به‌معنی رابط بین مسلمین و امام غایب شیعیان دانست — سیدعلی محمد شیرازی (ملقب به باب) با چنان عنوانی در سال ۱۲۶۰ ه‍.ق اعلان ظهور دین جدیدی کرد و اعلام نمود که به‌زودی پیامبر دیگری نیز ظاهر خواهد شد. امّا علمای اسلام ادّعای باب را به چالش کشیدند، مبارزه‌ای که عاقبت به‌اعدام وی در ۲۸ شعبان ۱۲۶۶ قمری (۱۸۵۰میلادی) انجامید. بسیاری از بهائیان تحصیل‌کرده — به سبک غربی — و معمولاً در تجارت و حرفه‌های مختلف متبحر بودند. همهٔ اینها آنها را هدف تعصبات دینی و ضدغربی قرار می‌داد. به‌گفتهٔ عباس میلانی دلایل دیگری هم در تعصب وسواس‌گونهٔ بعضی از شیعیان برای مبارزه با بهائیت وجود دارد. از جمله: پیام صلح بهائیان در مقابل استفادهٔ روزافزون اسلام‌گرایان از خشونت؛ وعدهٔ بهائیان مبنی بر برابری جنسیتی در مقابل دینی که زن‌ستیزی از دیرباز برایش شیوهٔ زندگی بوده است و بالاخره این آموزهٔ بهائی که بر اصل پژوهش شخصی و مستقل در مسائل اعتقادی و دینی را تأکید کرده و اعتقاد موروثی و اجباری را رد می‌کند، فرزندانی که از والدین بهایی متولد می‌شوند حق دارند در آستانهٔ بلوغ (پانزده‌سالگی) شخصاً تصمیم به پذیرش یا عدم پذیرش این دین بگیرند. این نوع ایمان برخلاف مذهبی حکومتی است که تغییر مذهب را یک جنایت مرگبار دانسته و مجازات چنان عملی را اعدام می‌داند. ترکیب نکات فوق مجموعه‌ای آشکار از تضادهای خیره‌کننده‌ای را ایجاد می‌کند که منجر به تحجّر تشیعِ سنتی می‌شود. در مقابل، دین بهائی، منادیِ مدرنیته و اصلاحات مستلزم آن می‌باشد، از جمله اینکه «اعتقاد دینی» امری است خصوصی، و بستگی به درک شخص از مفهوم مقدس دارد.

#### پایه‌گذار انجمن حجّتیه
محمود ذاکرزادهٔ تولائی معروف به‌حلبی محمود حلبی بنیان‌گذار این سازمان یک اسلامگرای بنیادگرا، فرزند غلامرضا در ۱۷ شهریور ۱۲۷۹ در شهر مشهد متولد شد و قریب به‌یک قرن زیست. محمود حلبی افکار مهدویت و مراسم خاصی را ترویج می‌کرد. از جمله وی هر سال جشن تولد مهدی را بر پا می‌نمود. در این جشن مردم قفس‌های قناری خود را برای تزئین حسینیه‌ای که محل برگزاری این جشن بود می‌آوردند. او به‌تماس روزانه خود با امام زمان اشاره می‌کرد، و به دلایلی مخالف خمینی و ادعای امامت وی بود. حلبی در سال ۱۳۳۰ در جریان آمادگی برای انتخابات هفدهمین دورهٔ پارلمان ایران از فعالان و تاثیرگذاران نهضت ملی در خراسان بود، و در تشکیل یک ائتلاف انتخاباتی بین تشکل‌های مذهبی نقش مؤثری ایفا نمود. در این ائتلاف محمدتقی شریعتی، محمود حلبی، و عابدزاده، شخصیت‌های مرکزی برای جذب نمایندگی از طبقات مذهبی روشنفکر، و روحانی، و بازاری بودند. شریعتی و کانون نشر حقایق اسلامی میزبان این ائتلاف شد و تقویت کنندهٔ آن‌هم عابدزاده بود که بازاریان را همراه خود داشت. اما در این ائتلاف اختلاف به‌وجود آمد و محمود حلبی شبانه مشهد را به‌قصد تهران ترک نمود. وی قبل از این جریان، و هم‌زمان با فعالیت‌های سیاسی، به‌فعالیت‌های مذهبی هم مشغول و نسبت به‌رشد و گسترش بهائیان بی‌توجه نبود. بر سرِمنبر می‌رفت و علیه بهائیان سخن‌رانی می‌کرد. امّا رنجوری، کهولت و ناتوانی‌های مرتبط با سکتهٔ مغزی در سال ۱۳۵۹ ش. (۱۹۸۰) او را در منزل جدیدش در منطقهٔ زعفرانیهٔ تهران خانه نشین نمود، تا سرانجام در سن ۹۸ سالگی در شامگاه جمعه ۲۶ دی ۱۳۷۶ خورشیدی بر اثر بیماری قلبی در تهران درگذشت، و بنا بر وصیتش در جوار مرقد شیخ صدوق، ابن‌بابویه، به خاک سپرده شد.

#### عقاید
اعتقادات انجمن حجّتیه خوانشی از عقاید شیعه امامیه با مکتب فقهی غیرسیاسی و جنبهٔ موعودگرایانهٔ قوی است.
- انجمن حجّتیه مخالف تشکیل حکومت اسلامی و دخالت عالمان دینی در سیاست بود. آن‌ها با تمسک به روایت «رایت» (پرچم): «هر پرچمی که قبل از قیام قائم برپاداشته شود، صاحبش طاغوتى است كه غیر از خدای عزّ‌وجلّ پرستيده مى‌شود.»[۸۵]
- معتقد بودند قبل از قیام مهدی موعود شیعیان، هر قیامی اشتباه است و به شکست می‌انجامد. همچنین با تمسک به‌روایتی از امام جعفر صادق تشکیل حکومت خالص را تنها در زمان موعود ممکن می‌دانستند: «هیچ‌یک از ما اهل بیت تا روز قیام قائم ما، برای جلوگیری از ستمی یا برای به پاداشتن حقی خروج نمی‌کند، مگر آنکه بلا و آفتی، او را از بیخ برکَند و قیام او بر اندوه ما و شیعیان‌مان بیفزاید.»[۸۶]
- برخلاف مشهور، آن‌ها معتقد نبودند که باید گناه و ستم به‌اوج خود برسد تا زمینهٔ قیام مهدی فراهم شود. بلکه آنان را اعتقاد بر این بوده و هست که راه گشایش از فتنهٔ غیبت، خواست و ارادهٔ الهی است و خواست خداوند، تنها با درخواست مردم از او و دعا کردن برای فرج امکان‌پذیر است؛ لذا از دید آن‌ها توجه دادن به‌این موضوع، مصداق بارز امر به‌معروف است و بدین وسیله، باید مردم را به‌دعای برای ظهور مهدی توجه داد. این گروه در دوران غیبت، مخالف جهاد ابتدایی (آغاز جنگ) بوده هر چند که منکر دفاع در صورت تجاوز نیستند.[۸۷]
- این سازمان در دوران غیبت کبرا، قایل به تقیه بوده، معتقد بودند که «مبارزهٔ نابخردانه و ماجراجویانه، هدر دادن نیروهاست.» آنان در عصر غیبت یکی از مسئولیت‌ها و وظایف یک انسان مسلمان را «انتظار» می‌دانند. البته در انتظار، وظایف یک مسلمان شیعه، همچون برقراری نماز، روزه، پرداخت خمس و زکات و اقامهٔ امر به معروف و نهی از منکر را برقرار می‌دانند.
- آن‌ها فلسفه را نوعی بدعت و ورود فلسفهٔ یونان را به‌اسلام از طرح‌های خلفای بنی‌عباس برای مقابله با مکتب امامان شیعه و مبانی اندیشهٔ دینی تشیع می‌دانستند.[نیازمند منبع]
- آن‌ها معتقدند هرگونه مبارزهٔ هیجانی و نابخردانه با استعمار و استبداد نه‌تنها سودی ندارد؛ بلکه مایهٔ نیرومندی و پیشرفت دشمنان خواهد شد و پیوسته این اندیشهٔ شیعی را پراکنده‌می‌ساختند که مبارزه با زورمندان و قدرت‌های جهانی ویژهٔ مهدی است و قرآن با صدای رسا اعلام می‌دارد که خود را به دست خویش هلاک نکنید.[۸۸]
- آن‌ها خود را پیرو افرادی که «علما و فقهای اسلام‌شناس، آگاه، عالِم و دلسوز برای اسلام» می‌نامیدند دانسته و معتقد بودند، رهبر و ولی و حاکم جامعه باید معصوم باشد، و عدالت تنها برای مرجعیّت دینی کافی است، و برای تشکیل حکومت اسلامی به‌عصمت و علم الهی نیز احتیاج است. سه اصل اساسی آن‌ها در زمان شاه چنین بود:

1. مبارزهٔ منطقی و علمی با گروه‌هایی که از نظر آنان منحرف و اعتقادات شیعیان را هدف قرار داده‌اند.
2. خودداری از دخالت در سیاست به‌منظور حفظ کیان خود و جلوگیری از زد و خورد بی‌مورد با دولت مستقر در کشور.
3. پیروی از مرجعیت دینی.[۸۹]

#### ساختار
در اواخر دهه ۱۳۴۰ نسل دوم نوآموزان حجّتیه وارد دانشگاه‌ها شدند و در پی مدرنیزه و استاندارد کردن مدیریت انجمن برآمدند. به این‌ترتیب، ابتدای دهه ۱۳۵۰ اصلاحات سازمانی در داخل انجمن انجام شد که به‌تخصصی شدن و تقسیم کار در انجمن منجر گردید. افراد پس از آموزش‌های پایه‌ای در مورد تشیع، تاریخ بهائیت و الهیّات جذب گروه‌های عملیاتی تخصصی می‌شدند. این گروه‌ها عبارت بودند از:
- گروه ارشاد که مسئولیت بحث با مبلّغان بهایی، دعوت بهائیان به‌اسلام و خنثی‌سازی تأثیرات فعالیت‌های مبلّغان بهایی را برعهده داشت. در پاسخ به‌این گروه، بهائیان معتقدند که دعوت یک بهائی به‌اسلام مانند آنست که یک مبلّغ مسیحی، مسلمانی مؤمن را به‌دیانت مسیح دعوت کند.
- گروه تدریس و گروه نگارش که به‌استانداردسازی نوشته‌جات و متن‌های آموزشی می‌پرداختند؛ متن‌های آموزشی حجتیّه به‌صورت تایپ شده و پلی‌کپی به کلاس‌های انجمن ارسال می‌شد. کلاس‌هایی که هر هفته در خانه‌های شخصی اعضا در سراسر کشور برگزار می‌شد. این جزوات تا یک هفته پس از توزیع از شاگردان تحویل گرفته و بازیافت می‌شدند، در نتیجه برای بررسی تاریخ انجمن، چیزی از آن‌ها در دست نیست. به‌شاگردان نیز آموزش داده می‌شد که نباید جزوه‌ها را به‌دیگران نشان داده یا در مورد آن‌ها با دیگران بحث کنند.
- گروه سخنرانی تجمع‌های هفتگی همگانی را در مکان‌های مختلف سازمان می‌داد؛ که سخنرانان آموزش‌دیدهٔ حجّتیه در آن‌ها به بحث در مورد الهیّات شیعی، انتقاد از نگرش‌های بهایی و پاسخ به سؤالات می‌پرداختند.
- گروه تحقیق بازوی اطلاعاتی انجمن بود و در سه واحد عملیاتی جداگانه به عنوان ستون پنجم انجمن در بهائیت فعالیت می‌کرد و توانست با مکر و حیله[۹۰][۹۱] و به شکیبایی و آرامی در سلسله مراتب مؤسسات بهائی نفوذ کند.[۹۲] بهائیان مردمانی صلح‌طلب بودند و اعضای انجمن حجّتیه ترس کتک خوردن از آنان را نداشتند.[۹۳] به این ترتیب بدون آن‌که بهائیان متوجه شوند، تعدادی از اعضای حجّتیه به ظاهر بهائی شدند.

متخصصان ارشد انجمن در هر یک از این گروه‌ها، در اصطلاح حجّتیه، با القاب مبارز، سخنران، مدرس و محقق مشخص می‌شدند و بیشتر اعضای اصلی حجّتیه در جلسات هفتگی، حداقل دو وظیفه از وظایف نامبرده را انجام می‌دادند.
واکنش بهائیان صلح طلب به حجّتیه بر اساس اعتقادات‌شان اتخاذ یک وضعیت تدافعی و محتاطانه و خودداری از بحث و جدل و رو در رویی‌های علنی بود. این پاسخ، اعضای حجّتیه را از مؤثر بودن رویکرد خود مطمئن کرد و سبب تشویق آنان در ادامهٔ فعالیت‌هاشان شد. سازمان به‌طور مداوم رشد می‌کرد و در ابتدای دهه ۱۳۵۰ در سراسر ایران و تعدادی از کشورهای همسایه مانند پاکستان و هند نیز گسترش یافت. در بخش‌هایی از ایران وسعت حجّتیه با میزان خطر تهدید بهائیت توازن نداشت و این امر اختلاف نظر، خشم و حسدِ دیگر سازمان‌های اسلامی را برانگیخت. این سازمان‌ها قصد الگوبرداری از موفقیت‌های حجّتیه را داشته یا برای استفاده از منبع اصلی عضوگیری حجّتیه یعنی جوانان مذهبیِ مستعد، همواره با این انجمن در رقابت بودند.

#### فعالیت‌های انجمن
از ابتدای دههٔ ۱۳۳۰ تا اوایل دهه‌ی۱۳۵۰، بسیاری از نخبگان آیندهٔ انقلاب ایران (۱۳۵۷) از آموزش‌های حجّتیه بهره‌مند شدند. آن‌ها معمولاً به‌عنوان یک مرحله مقطعی در دوران رشد ایدئولوژیکی خود، در برنامه‌های عملی و آموزشی که توسط حجّتیه ترتیب داده می‌شد، شرکت می‌کردند. علاوه بر اهداف مشخص و تعریف‌شدهٔ حجّتیه؛ حس فداکاری، تعهد و وفاداری همانند نوعی تعصب فرقه‌ای نسل بعدی اعضای حجّتیه را به ادامهٔ فعالیت ترغیب می‌نمود. در آن دوران انجمنِ حجّتیه در کنار مدرسهٔ علوی به مدیریت علی‌اصغر کرباسچیان، نشان‌گر تلاش اسلام شیعی سنتی برای خوگیری با دنیای مدرن پیرامون بود. حجّتیه به رهبری محمود حلبی توانست اجازهٔ دریافت و استفاده از بخشی از عشریه‌ها (سهم امام) را در فعالیت‌های خود از مراجع تقلید شیعه کسب کند. این وجوه صرفاً برای مقاصد طرح‌ریزی انجمن به مصرف می‌رسید، زیرا کل هیئت حجّتیه از اعضای داوطلب تشکیل شده بود. فعالیّت حجّتیه از روزهای اولِ شکل‌گیری توجه ساواک را برانگیخته بود. بر اساس اسنادی که پس از انقلاب منتشر شد، رهبری حجّتیه تحت فشار قرار گرفته بود تا انجمن را به‌طور رسمی به‌عنوان یک سازمان غیرانتفاعی خیریه با نام «انجمن خیریهٔ حجّتیهٔ مهدویه» ثبت کند. و قول دهد که از فعالیت‌های سیاسی خودداری نماید. گفتنی است که این تعهد بعد از انقلاب ۱۳۵۷ (۱۹۷۸) دامنگیر انجمن شد.
برخی معتقدند حجّتیه در تلاش برای مقابله با بهائیت برخی از ویژگی‌های بهائیان را تقلید کرد. مانند فعالیت محرمانه با مقیّد بودن بر کارایی بوروکراسی ناشی از آن، و با دست‌یابی به آثار و نوشته‌جاتِ بهائی، ماهیت طبقاتی غیرمذهبی سازمان، و استفاده از وسایل مدرن ارتباطی را به‌کار برد. برای مثال، حتی در تدارک محل سخنرانی‌هایش مدت‌ها پیش از افتتاح حسینیهٔ ارشاد که نخستین سالن سخنرانی اسلامی مدرن در شمال تهران بود، حجّتیه با برگزاری تجمعات عمومی، نخستین سازمان اسلامی بود که مانند جلسه‌های بهائیان، منبر و قالی را با تریبون (سَکّوب سخنرانی) و صندلی عوض کرد. اعضای حجّتیه برخلاف برادران مذهبی سنتی خود، آراسته و مرتب بودند تا در دنیای آموزشی و حرفه‌ایِ سکولار موفق باشند. انجمن ضدبهائی، خود را به‌فعالیت‌های آموزشی محدود نمی‌کرد، بلکه تقاضاهای دیگری از اعضای خود داشت؛ نظیر حضور در اجتماعات بهائیان، تظاهر به‌شیفته شدن توسط بهائیت و اختلاط در محافل آن‌ها در یک دورهٔ زمانی با تظاهر دروغین به‌دنبال کردن راه آنها و گه‌گاه کتک زدن مردم یا کتک خوردن یا درگیر شدن در جروبحث‌ها و مخالفت‌های شدید با آنان. انجمن حجّتیه دین مبتنی بر حقوق انسانی، مردم‌سالاری دینی، نسبیت تفسیر و غیره را به‌کسی یاد نمی‌داد. البته برای تسریع در بازگشت امام غایب هم به‌مردم نمی‌گفت که مفسد باشند و به‌گناه‌کاری مشغول گردند.
تشکیل چندین کمیته آموزشی، برگزاری جلسات بحث و مناظره و انجام پژوهش‌ها و تحقیقاتی دربارهٔ بهائیت، از اقدامات انجمن بود. این اقدامات در شهرهایی که محل تجمع بهائیان بود، پررنگ‌تر صورت می‌گرفت. این انجمن در هر شهر دفتری داشت که با عنوان بیت (بیت امام زمان) شناخته می‌شد. این بیت مسئولی داشت که نظارت بر کار سه گروه تدریس، تحقیق، و ارشاد را به عهده داشت؛ گروه تدریس به آموزش نیروها در سه مرحلهٔ ابتدایی، متوسطه و عالی می‌پرداخت؛ گروه تحقیق در پیِ یافتن مسلمانانی بود که به بهائیت گرویده بودند. گروه ارشاد مسئولیت بحث با مبلغان بهائی و دعوت بهائیان به اسلام و خنثی سازی تأثیرات فعالیت‌های مبلغان بهائی را بر عهده داشتند. افراد انجمن در روز میلاد ولیِّ عصر جشن گرفته و از سخنرانان معروف برای سخنرانی دعوت می‌کردند و در این روز بهائیانِ مسلمان شده توبه نامه‌ای می‌نوشتند. سخنرانان این جلسات، از طبقهٔ روحانیت نبودند و معمولاً از کسانی بودند که خود انجمن آنان را تربیت کرده بود.
برخی از محققان همسو با انجمن و اعضای سابق آن سعی کرده‌اند انجمن را گروهی عمدتاً پیشرو و عاری از خشونت معرفی کنند. با این حال تصویر دقیق‌تری از فعالیت‌های انجمن و ماهیت گاه خشونت‌آمیز آن توسط سایر اعضای انجمن و همچنین بهاییانی که مورد حمله فیزیکی گروه قرار گرفته‌اند، به ثبت رسیده است. اظهارات عبدالکریم سروش مبنی بر اینکه چرا در جوانی انجمن را ترک کرده است، گواه این واقعیت است که فعالیت‌های انجمن شامل خشونت فیزیکی نیز بوده است.
انجمن توانست تا روزهای آغازین انقلاب اسلامی، با شعار مبارزه با بهائیت تعداد بسیاری از نیروهای جوان را در بسیاری از شهرها به‌سوی خود جذب کرده و ارادت پرشور اعضای خود به امام دوازدهم را به وسواس بی رحمانه ای علیه بهائیان تبدیل کند. فعالان گروه حجّتیه تا آنجا پیش رفتند که در محافل بهائیان وارد شدند، اعضای آن را شناسائی کردند، و مبدّل به نیرویی برای محدود کردن و در تحت‌نظر قرار دادن بهائیان در زمان شاه، و سپس در انقلاب ۱۳۵۷ خورشیدی (۱۹۷۸میلادی) به نمادی بی‌رحم برای اجرای خشونت‌بار قانون علیه اعضای این دین تبدیل شدند. انجمن حجّتیه بعد از انقلاب با اطلاعاتی که با دقت تمام در طول سال‌ها دربارهٔ بهائیان جمع‌آوری کرده بود به بهائیان فشار آورد که دین بهائی را ترک کنند، و از همکاری با چنان نیروی «منحوسی» که هرگز با نام اصلی خود یاد نمی‌شد و فقط به‌اصطلاح طبقهٔ روحانیت با عنوان «فرقهٔ ضاله» (گروه گمراه) به آن اشاره می‌شد؛ دست بردارند، یا آنکه عواقبی دلخراش و گاه مرگ‌آور را بپذیرند. هزاران بهائی حقوق بازنشستگی، خانه و کاشانه، و کار و محل کسب خود را به این دلیل از دست دادند و به زورگوئی رژیم سر ننهادند.
نتیجهٔ مستقیم پیشرفت انجمن حجّتیه افزایش چشمگیر آزار و شکنجه بهائیان بود. آزار و شکنجه‌ای که دامنهٔ آن شباهت‌هایی با قوانین نژادپرستانه‌ای که ابتدا در آلمان نازی در سال ۱۹۳۵ تصویب شده بود، دارد.

#### پس از انقلاب
فعالیت این انجمن با فضای خاص سیاسی دهه‌های منتهی به انقلاب سال پنجاه وهفت و رشد ایدئولوژی اسلامی و اسلام انقلابی همراه شد. اما این انجمن مانند بروجردی از نظریهٔ سنتی شیعه دربارهٔ حکومت پیروی می‌کرد که به سلطانِ وقت مشروعیت می‌داد ولی به‌اقتدار پنهان سیاسی فقیه باور داشت و به هر روی تشکیل حکومت دینی را تنها در قلمرو اختیارات امام معصوم می‌دانست. انقلابیونِ جوان در حوزهٔ علمیه و دیگر محافل مذهبی از پی خمینی رفتند و هواداران و اعضای انجمن حجّتیه را مرتجع، متحجّر و مؤمن به‌تفسیری عقب مانده از اسلام خواندند که توانایی انطباق با شرایط دنیای جدید را ندارد.
انقلاب اسلامی ایران، حجّتیه را غافلگیر کرد. واکنش آغازین رهبری انجمن نسبت به انقلاب با بدگمانی و بدبینی همراه بود. این موضوع باعث ریزش بسیاری از نیروهای سازمان شد. با پیروزی انقلاب، شماری از هواداران انجمن حجّتیه که دیگر به‌صورت سازمان فعالیت نمی‌کرد به‌صف انقلابیون پیوستند و حتی مانند علی‌اکبر پرورش یا علی‌اکبر ولایتی به‌مقام وزارت هم رسیدند و شماری دیگر نیز در حوزهٔ علمیه یا بیرون از آن به منتقدان حکومت بدل شدند. با این همه، خمینی در مناسبت‌های مختلف، به‌ویژه در پیامی خطاب به‌روحانیت در سال‌های آخر عمر خود «خطر متحجران و انجمن حجّتیه‌ای‌ها» را بزرگ‌تر از هر خطر دیگر توصیف کرد. پس از پیروزی انقلاب اسلامی فعالیت‌های انجمن حجّتیه کمتر شد و نیروهای تربیت شده انجمن به سه دسته تقسیم شدند: دسته اول، افرادی مانند علی اکبر پرورش، صادقی (استاد دانشکده الهیات مشهد)، عبدالکریم و مصحف و عده ای دیگر بودند که به‌صف انقلابیون پیوستند. برخی مانند طیّب که مسئولیت سخنرانی‌های انجمن را در تهران برعهده داشت، نه‌تنها در صف انقلابیون قرار گرفت، بلکه در مقابل انجمن نیز ایستاد. دسته دوم، در برابر انقلاب بی‌تفاوت ماندند و دسته سوم به‌انتقاد از انقلاب پرداخته، در صفِ مخالفان دین‌دار قرار گرفتند.
با پیروزی انقلاب، حجّتیه به رهبری حلبی، که به‌قراری از دوستان نزدیک خمینی بود، درصدد آشتی‌جویی با رهبری انقلاب برآمد اما مورد استقبال قرار نگرفت. روح‌الله خمینی که پیش از این انجمن را تأیید کرده بود، اجازهٔ انتقاد علنی را از ماهیت غیرسیاسی و گرایش محافظه‌کارانه انجمن در تفسیر اسلام داد. نهایتاً، پنج‌سال پس از پیروزی انقلاب اسلامی خمینی در اشاره‌ای تلویحی به‌انجمن آن‌ها را به‌سرکوب خشونت‌بار تهدید کرد: «یک دسته دیگر هم تزشان این‌است که بگذارید معصیت زیاد شود تا حضرت صاحب بیاید. حضرت صاحب مگر برای چی می‌آید؟ حضرت صاحب می‌آید که معصیت را بردارد. ما معصیت می‌کنیم که او بیاید؟ این اعوجاجات را بردارید… در این موجی که الآن این ملت را به‌پیش می‌برد، در این موج خودتان را وارد کنید و برخلاف این موج حرکت نکنید که دست و پای‌تان خواهد شکست.» پاسخ حلبی تعلیق کامل تمام فعالیت‌های انجمن بود. بیانیهٔ کوتاه حلبی که تعطیلی حجّتیه را اعلام می‌کرد در ۵ فروردین ۱۳۶۲ در روزنامه‌ها به چاپ رسید. پس از آن جنبشی برای تصفیهٔ وابستگانِ حجّتیه از نهادهای آموزشی، دانشگاهی و سیاست‌گذاری در سراسر ایران ایجاد گردید. در این‌میان، انتشار کتاب در شناخت حزب قاعدین زمان، که توسط عمادالدین باقی به‌رشتهٔ تحریر درآمده بود، بر شدت مخالفت طرفداران انقلاب اسلامی با انجمن حجّتیه افزود. عمادالدین باقی در این کتاب با انتقاد از انجمن حجّتیه و فعالیت‌های آنان، آشکارا این انجمن را عامل استعمار خواند. او سال‌ها بعد، اعلام کرد که در زمانِ نگارش این کتاب تحت تأثیر فضای حاکم در انتقاد و بدبینی نسبت به حجّتیه قرار گرفته و زیاده‌روی کرده است:
«فکر می‌کنم در فضای پس از انقلاب و جوّ مسلط بر آن زمان، به‌شدت تحت تأثیر انقلاب بودم و در راستای دفاع مطلق از انقلاب و نفی هر جریان مخالف انقلاب، به‌دور از داوری منصفانه و با ادبیاتی تند، غیراخلاقی و غیرعلمی کتاب «در شناخت حزب قاعدین» را نوشتم. البته شور و حال جوانی نیز در قضاوت شتاب‌زده و احساسیِ من بی‌تاثیر نبود.»
او همچنین با اشاره به‌نظرات انجمن حجّتیه در مورد ولایت، اعلام می‌کند که انتقادات او بر این انجمن، ناشی از تقلید او از روح‌اللّه خمینی بوده و بعد از گذشت سال‌ها، هنگامی که با دیدهٔ یک محقّق به‌آن مطالب نگاه می‌کند، پشیمانی وجودش را فرا می‌گیرد:
«در شرایطی که پذیرفتن خطایای گذشته هنوز در جامعهٔ ما به‌شکل یک فرهنگ درنیامده و بسیاری از آقایان که امروز به نظر و موضع خاصی دست یافته‌اند، با تکذیب عملکرد گذشته‌شان اصرار دارند که بگویند از بدو تولد چنین نظری داشته‌اند؛ من صادقانه می‌گویم که مواضعم در خصوص انجمن حجّتیه اشتباه بوده و در آن تجدیدِ نظر کرده‌ام. امروز نظراتم به‌برخی از دیدگاه‌های انجمن حجّتیه (نه همهٔ آنها) نزدیک‌تر از گذشته شده است.»
دشمنی حلبی و خمینی به اختلاف آشکار آنان در مورد مفهوم موعودگرایی در اسلام (مهدویت) بازمی‌گشت.  تفسیر کاملاً محافظه‌کارانهٔ حجّتیه از موعودگرایی را می‌توان مشابه  جهان‌بینی پیشاهزاره‌ای در دنیای یهودی مسیحی دانست. آن‌ها در حالی‌که از تمرین زاهدانه و مشتاقانهٔ انتظارِ ظهورِ منجی دفاع می‌کردند،  انقلابِ عملی برای تعجیل در ظهور مهدی یا هر اقدامی در جهت ساختن آرمان‌شهرِ نوید داده شدهٔ اسلامی را در غیاب شخصِ منتظَر نفی می‌کردند. از سوی دیگر فعالیت انقلابی خمینی گرایش پساهزاره‌ای در مسیحیت و یهودیت را به ذهن متبادر می‌کند که از برعهده گرفتن نقش فعال در ایجاد جامعهٔ عادل اسلامی پیش از ظهور مهدی دفاع می‌کند تا زمینهٔ آمدن او را فراهم آورد. در این زمینه می‌توان، به برگزاری تجمع وابستگان حجّتیه در ماه‌های آغازین پس از انقلاب اشاره کرد که به‌خوبی این تمایز یاد شده را نشان می‌دهد، شعار آنها این بود:
«مهدی بیا مهدی بیا»
در پاسخ، هواداران خمینی در تجمعات خود این‌شعار را ساختند:
«خدایا خدایا تا انقلاب مهدی، حتی کنار مهدی، خمینی را نگهدار».
در سال‌های پس از پایان فعالیت‌های حجّتیه، در مورد منشأ، ماهیت و اهداف انجمن بحث‌هایی مطرح می‌شود که بسیاری از اوقات بی‌دقت و جانبدارانه هستند. منتقدان نامنصف در هر دو جناح چپ و راست با پراکندن افسانه‌ها و تئوری‌های توطئه در مورد حجّتیه به ایجادِ دیدگاهی اغراق‌آمیز و تحریف شده از میزان اثرگذاری و برنامه‌های حجّتیه، کمک کردند. سازمان‌ها و اشخاص هوادار خمینی از جمله سپاه پاسداران و صادق خلخالی بارها به‌زنده بودن خط فکری حجّتیه اشاره کرده و آن را تهدیدی جدی برای نهضت انقلابی می‌دانستند. منتقدان سکولار از جمله حزب توده و متحدان ایدئولوژیک آن نیز مدعی بودند که با وجود سقوط آشکارِ محبوبیت حجّتیه، آن‌ها همچنان دلال واقعی قدرت در پشت صحنه هستند. آن‌ها از واژهٔ حجّتیه به‌عنوان لقب هر آن‌که از نظر آن‌ها مرتجع، مستبد و بورژوا به‌نظر می‌رسید استفاده می‌کردند و آن را عامل امپریالیسم در ایران پساانقلابی می‌دانستند.
پس از آن نیز جناح‌های مختلف حکومت ایران نسبت به‌فعالیت دوبارهٔ حجّتیه هشدار داده و مدعی نفوذ آن در ارکان حکومت شده‌اند. برای مثال علی اکبر محتشمی معتقد است که حجّتیه به‌واسطهٔ ارتباط با برخی مراجع توانستند در نهادهای حکومتی چون جامعهٔ مدرسین حوزهٔ علمیهٔ قم، شورای نگهبان و مجلس خبرگان رهبری نفوذ نمایند. با این حال اعضای اصلی انجمن حجّتیه عمدتاً از پاسخ‌گویی به‌اتهامات و ورود به این مباحثات خودداری کرده‌اند. این امر ممکن است دلایل متعددی داشته باشد از میل ذاتی برای رازداری و پنهان‌کاری گرفته تا ترس واقعی از سرکوب شدن.
انجمن حجّتیه  ایجاد حکومت اسلامی را تنها با حضور مهدی، امام دوازدهم شیعیان، میسر می‌دانست و همچنین نظریه ولایت فقیهِ مرسوم در جمهوری اسلامی را مردود دانسته و بیان می‌کرد که ولایت سیاسی فقیه فقط به امام معصوم تعلق دارد. به‌همین علت بین اعضاء انجمن و افرادی که به‌ولایت مطلقهٔ فقیه معتقد بودند اختلاف‌های زیادی وجود داشت. البته انجمن به ولایت محدود فقیه اعتقاد داشت و از مراجع تقلید تبعیت می‌کرد.
با بالا گرفتن اختلاف میان انجمن حجّتیه و پاره‌ای از سران نظام جمهوری اسلامی، ارگان‌ها و نهادها، روح‌الله خمینی که اساس حکومتش توسط انجمن به زیر سؤال رفته بود به بهانهٔ این که بهائیان در اثر حمایت حکومت شاه رشد کرده و با رفتن شاه، بهائیت نیز از بین خواهد رفت، در یک سخنرانی، در سال ۱۳۶۲ خواهان انحلال انجمن حجّتیه شد.
روح‌الله خمینی سال ۱۳۶۷ در پیامی که به «منشور روحانیت» معروف بود نوشت:
... دیروز حجّتیه‌ای‌ها مبارزه را حرام کرده بودند و در بحبوحهٔ مبارزات، تمام تلاش خود را نمودند تا اعتصاب چراغانی نیمه شعبان را به‌نفع شاه بشکنند، امروز انقلابی‌تر از انقلابیون شده‌اند! ولایتی‌های دیروز که در سکوت و تحجّر خود آبروی اسلام و مسلمین را ریخته‌اند، در عمل پشت پیامبر و اهل بیت عصمت و طهارت را شکسته‌اند و عنوان ولایت برایشان جز تکسّب و تعیّش نبوده است، امروز خود را بانی و وارث ولایت نموده و حسرت ولایت دوران شاه را می‌خورند!
انجمن حجّتیه در کنار کارهای تبلیغاتی خود ضد بهائیت به نقد عقاید آن‌ها هم می‌پرداخت. این نقدها به گونه‌های مختلف و با در اختیار گذاشتن آن‌ها در دسترس دیگران انتشار می‌یافت. محمدباقر نجفی در کتاب بهائیان خود از محمود حلبی بابت در اختیار گذاشتن اسناد ضد بهائیت تشکر کرده است.

#### اعضای سرشناس حجّتیه
با انتخاب علی خامنه‌ای به‌مقام رهبری، برخی از کسانی‌که در مشرب سیاسی و اعتقادی خود با انجمن حجّتیه همدلی می‌کردند و به‌ویژه در مؤسسهٔ موسوم به «در راه حق» در قم فعالیت داشتند، به کانون‌های اقتدار سیاسی نزدیک شدند.
در سال‌های ۱۹۶۲–۶۳، عبدالکریم سروش که یکی از شاگردان دبیرستان علوی بود به گفتهٔ خود در سن ۱۷–۱۸ سالگی حدود یک‌سال به‌عضویت انجمن حجّتیه که آن‌زمان انجمن «ضد بهائیت» نامیده می‌شد پیوست. او گفته که انجمن حجّتیه برای جلب اعضای جدید درمدرسهٔ علوی بسیار فعال بود و برخی از شاگردان همان مدرسه و همچنین از هم‌کلاسی‌های قدیمی وی بعداً وارد عرصه سیاست شدند و به‌مقام‌های مهمی در سیستم جمهوری اسلامی رسیدند. آنان نیز هم‌زمان با او وارد انجمن حجّتیه شده بودند. عده‌ای هم بودند که به‌مجاهدین پیوستند و سرنوشت دیگری داشتند (البته این‌ها هم از انجمن حجّتیه آموزش دیده بودند). از هم‌کلاسی‌های او کمال خرازی (وزیر امور خارجه)، نعمت‌زاده (وزیر صنایع و معادن)، حداد عادل (سرپرست آکادمی زبان و ادبیات) اعضای انجمن حجّتیه بودند. از دیگر اعضای انجمن محمد قندی (در پست وزارت خدمت کرد). علی اکبر ولایتی (به‌وزارت امور خارجه رسید)، و علی اکبر پرورش (وزیر آموزش و پرورش، که البته از دانش آموزان دبیرستان علوی نبود) افرادی مانند خدایی، احمدی الوان آبادی، حیاتی، و ابریشم‌چی نیز در مدرسهٔ علوی تحصیل کردند و قبل از پیوستن به مجاهدین در انجمن حجّتیه بودند. یکی از استادان و مروجین بزرگ حجّتیه که به پرویزی معروف بود (نام اصلی وی نبود) به مدرسهٔ علوی می‌آمد و به‌تدریس علوم دینی می‌پرداخت. از دیگر اعضای سابق انجمن می‌توان به محمد جواد ظریف اشاره کرد.
علی اصغر نهاوندیان (سفیر سابق ایران در کشور آذربایجان) و محمد نهاوندیان (رئیس دفتر رئیس‌جمهور و سرپرست نهاد ریاست جمهوری در دولت یازدهم و رییس اتاق بازرگانی در سال‌های ۱۳۸۶ تا ۱۳۹۲) از دیگر اعضای انجمن هستند که در جمهوری اسلامی به جایگاه بالایی رسیدند.

## مشارکت دولت و دستگاه روحانیت در سرکوب بهائی‌ها
قانون اساسی مشروطه ایران (۱۲۸۵/۱۹۰۶م) زمینه‌ساز آزار و تعقیب نهادینهٔ بهائیان شد و این دشمنی نسبت به بهائیان با استقرار سلسلهٔ پهلوی منسجم‌تر گردید. قانون اساسی و متمم آن (۱۲۸۶) شامل اصولی بودند که «به‌روحانیت شیعه قدرت‌های نهادینهٔ بیسابقه‌ای تفویض می‌کرد» و در آن هیچ اصلی در حمایت از آزادی مذهب گنجانده نشده بود.
با به‌قدرت رسیدن رضا شاه از کشتارهای گروهی بابیان و بهائیان دورهٔ قاجاریه به‌نحو چشم‌گیری کم شد. آخرین قتل‌عام در دورهٔ رضا شاه در سال ۱۳۰۵ اتفاق افتاد که دسته‌های خشمگین مردم بین هشت تا دوازده بهائی را در جهرم به قتل رساندند. در مقابل حمایت روحانیون از قاتلین در دستگاه‌های قضائی، اقدامات بهائیان برای دادخواهی به‌کلّی بی‌نتیجه ماند. بعد از بابی‌ستیزی در ایران بهائی‌ستیزی در آغاز قرن بیستم شروع شد و با پیشرفت قدرت سلسلهٔ پهلوی شدت یافت. اگرچه در این دوره، از قتل‌عام پیروان بهائیت کاسته شد، اما در سال ۱۳۱۲ شمسی (۱۹۳۳میلادی) نشر آثار بهائی منع شد، ازدواج بهائی به‌رسمیت شناخته نشد، مرکز روحانی بهائیان به‌آتش کشیده شد، و ۵۰ مدرسه بهائی تعطیل شدند. حکومت همچنین شروع به آزار بهائیان در ارتباط با فرم‌های سرشماری و اسناد ازدواج و تولد کرد و بعضی از بهائیان را از شغل‌های دولتی اخراج نمود و تعدادی از بهائیان را از نیروی انتظامی و ارتش بر کنار کرد.
در سال ۱۳۲۰، با رفتن رضا شاه از ایران، پسر ارشد او محمدرضا، بر تخت سلطنت نشست. با توجّه به اوضاع بسیار ضعیف سیاسیِ وی، و اقتصاد نابسامان کشور، شاه نظارت بر بعضی امور مذهبی را به روحانیون واگذار نمود. این امر باعث نفوذ دوبارهٔ طبقهٔ روحانیت در ایران شد و اوضاع بهائیان و گرفتاری‌های آنان را شدّت بخشید. رژیم شاه بر سر این دوراهی قرار داشت که از یک سو محتاج به‌حمایت مقامات مذهبی برای پیشبرد سیاست‌های داخلی و خارجی خود بود و از سوی دیگر نمی‌توانست اجازه دهد که کنترل امور چنان از دستش خارج شود که از طرف افکار عمومی بین‌المللی محکوم گردد. به گفتهٔ اخوی ویژگی بارز فعالیت‌های ضد بهایی در دههٔ ۱۳۳۰ این‌بود که روحانیت به‌طور پیوسته و هماهنگ رهبری این فعالیت‌ها را برعهده داشت و دولت از مداخله در آن‌ها خودداری می‌نمود. با وجود این اخوی خاطرنشان می‌سازد که گرچه علما آشکارا عامل اصلی این حوادث بودند، دولت سعی می‌کرد که از این رویدادها برای پیشبرد مقاصد خود بهره‌برداری نماید و در عین‌حال مشارکت خود را در کل این جریان به‌حداقل ممکن برساند.
گفته شده که در این دوران روحانیت شیعه با سه جریان مختلف روبرو گردید: ۱) محصلین ایرانی بازگشته از اروپا و آشنائی آن‌ها با علوم جدید و مظاهر تجدد که با برداشت‌های سنتی آنان به هیچ‌وجه هم‌خوانی نداشت و نیز تعداد روزافزون دانشجویانی که تحت نفوذ معلمان و استادان از اروپا برگشته بودند، و هر دو گروه قدرت روحانیون را سخت خدشه‌دار می‌کردند. ۲) نیروهای چپ که هیچ‌گونه سازشی با تفکرات دینی نداشتند و روحانیت کلاً مورد قبول آن‌ها نبود. ۳) بهائیان که منکر قدرت روحانیون بودند و پایهٔ نسبتاً بزرگی در جامعه داشتند. بنابر این مجموعه‌ای از مقررات تبعیض‌آمیز علیه بهائیان به‌وسیلهٔ دولت اتخاذ و توسط ساواک به‌اجراء درآمدند. بنا بر قانون استخدام کشوری جدید، متقاضیان مشاغل دولتی می‌بایست مذهب خود را ذکر کنند و تنها در صورتی‌که متدین به یکی از مذاهب به رسمیت شناخته شده کشور بودند می‌توانستند استخدام شوند.
برخی معتقدند انجمن در راه مبارزه با بهاییت باعث تقویت آنها شد. سبک و سیاق مبارزه انجمن سبک پوچی بود در حالی که بهاییت بعد از انقلاب بستر رشد و تاثیرگذاری نداشت.

#### رابطه انجمن حجّتیه با دستگاه امنیت در دوران حکومت محمد رضا شاه
در تاریخ ایران گاهی اقلیت‌های مذهبی قربانی اختلافات روحانیون با همدیگر یا اختلافات روحانیون با حکام می‌شدند. محمد رضا شاه جوان در سال ۱۳۲۰ جانشین پدر شد. او که با نگرانی از گسترش کمونیسم در ایران و هراس از نفوذ سیاست‌مدارانی چون احمد قوام سلطنت خود را آغاز کرد، پیوندهای محکمی با علماء برقرار نمود که با نفوذترین آن‌ها در آن زمان حسین بروجردی (درگذشت ۱۳۴۰) مرجع تقلید بی‌رقیب ایرانیان شیعه بین سالهای ۱۳۲۶ تا ۱۳۴۰ بود. بروجردی که اجازهٔ تشکیل «انجمن ضد بهائیت» را به حلبی داد، خودش ضدیتی شدید و بی‌آزرم با دین بهائی داشت و در ملاقات‌های خود با شاه خواسته‌های خود را با وی در میان می‌گذاشت. او به‌عنوان رئیس حوزه، طلبه‌ها را به‌نقاط مختلف ایران می‌فرستاد تا بهائیان را سرکوب کنند. و حتی قبل از اینکه به‌مقام مرجعیت برسد موفق به‌سرکوب بهائیان در بروجرد شده بود. بدین ترتیب که مسئولان شهر یک بهائی را از شغل خود که معاونت شعبهٔ یکی از دفاتر دولتی ادارهٔ ثبت احوال بود برکنار نمودند و بهائیان را از آن شهر بیرون راندند. آنچه احمد شاهرودی (یکی از طلبه‌های اعزامی) از گفته‌های بروجردی در زمان اعزام خود و دو نفر دیگر به‌ثبت رسانده، حاکی از قتل‌های پراکندهٔ بهائیان به تحریک بروجردی در دههٔ ۱۳۲۰ و اوایل دههٔ ۱۳۳۰ در اطراف ایران، و قدرت و مصونیتی است که این مرجع شیعه در برابر قانون داشته است. بروجردی بدون هیچ واهمه‌ای به‌طلبه‌ها دستور می‌داد که «بروید! این‌ها (بهائی‌ها) را بکشید! اگر توانستید بکشید! بکشید و اطمینان داشته باشید.»
اعضای گروه حجتیّه مطمئن بودند که برهم ریختن یک جلسه بهائی با شکایت صاحب‌خانه یا مراجعه به‌مقامات انتظامی هیچ‌گونه خطری برای آن‌ها نخواهد داشت و از این راه موفق شدند که تا حدود زیادی فعالیت‌های تبلیغی بهائیان را مسدود کنند. از قرار، دستگیری بهائیان بعد از انقلاب اکثراً به‌کمک افراد حجّتیه، و توسط بازجویان آنان بوده، که خود را به‌ظاهر بهائی معرفی کرده بودند. این مطلب توسط بهائیان زندانی که موفق به ارسال نامه‌هایی از طریق هم‌بندان مسلمان خود به‌بیرون از زندان شده بودند، روشن شده است. بازجویان اطلاعات دقیقی از درون جامعهٔ بهائی داشتند زیرا موفق شده بودند که مدارک زیادی از مراکز بهائی به‌دست آورند. حتّی برخی از اعدام شدگان بهائی، صدای بازجویان خود که روزی به‌اصطلاح بهائی بوده‌اند را تشخیص داده بودند. به گفتهٔ عبدالکریم سروش اعضای فعال حجّتیه اسامی اصلی خود را به‌کار نمی‌بردند.
در تبصرهٔ ۲ اساس‌نامه، انجمن حجّتیه هر نوع فعالیت سیاسی از جانب اعضای خود را ممنوع اعلام می‌کند و بدین ترتیب عملاً حمایت دستگاه امنیت (ساواک) را به‌خود جلب می‌نماید. میزان اعتماد دستگاه امنیت به‌حلبی به حدی بود که رئیس واحد اطلاعات دستگاه امنیت به اعضای خود دستور می‌داد که هرگونه اقدام نسبت به‌گروه (حجّتیه) با نظر حلبی انجام شود، بر اساس اسناد به دست آمده ساواک، همکاری دستگاه امنیت ایران و گروه حجّتیه به خوبی محرز است. افرادی که از رویِ بی‌اطّلاعی از روابط انجمن با دستگاه امنیت اقداماتی علیه برخی از فعالان حجّتیه انجام می‌دادند مورد توبیخ دستگاه امنیت و رئیس آن قرار می‌گرفتند. به گفتهٔ علی اکبر پرورش از فعالان اولیهٔ انجمن حجّتیه که بعد از انقلاب ۵۷ به پست‌های وزارت فرهنگ و نیابت ریاست مجلس رسید، دستگاه امنیت (ساواک) از استعفای وی از انجمن حجّتیه راضی نبود و او را با خشونت تحت بازجوئی قرار داد.
ذبیح الله محسنی کبیر در دو دهه نخست فعالیت انجمن از سران و اساتید برجسته این گروه بود. وی در تاریخ ۱۳۴۸/۳/۲۱ می گوید: دولت غیرمستقیم از ما حمایت می کند. سازمان امنیت به طور غیرمحسوس بر ما نظارت دارد و کارهای مان را تایید می کند.
برخی معتقدند علت اصلی حمایت ساواک از انجمن حجّتیه منصرف کردن جوانان مسلمان از ورود به‌سازمان‌های چریکی آن دوران بود. فعالیت‌های انجمن علیه بهائیان هیچ‌گونه ضرری برای دولت نداشت بلکه برعکس می‌توانست نیروهای مخالف دولت را نیز خنثی کند. تنها گروهی که می‌توانست افراد متمایل به سازمان مجاهدین را به خود جذب کند و آن‌ها را از فعالیت سیاسی بازدارد گروه حجّتیه بود. از این نظر انجمن بسیار مورد علاقهٔ دستگاه امنیت بود. از بین بردن ظرفیت و پتانسیل جوانان توسط انجمن حجتیه آنقدر برای حکومت پهلوی کارایی داشت که پرویز ثابتی با تاسیس شعب انجمن در مازندران موافقت کرد.
انجمن حجّتیه با توافق دولت و پشتیبانی مالی و انسانی عظیمی که از او حمایت می‌کرده است به مبارزه با بهائیان اقدام می‌نمود.
در در دههٔ ۱۳۵۰ خورشيدی ساواک انجمن حجتیه را تشويق كرد كه به مأموريت ديگری كه شاه آن را فوری می‌دانست بپردازد: مقابله با گسترش و نفوذ كمونيسم. بدين ترتيب، انجمن حجتيه در این دوره در زمينهٔ تبليغات ضدكمونيستی بسيار فعال شد. هم‌زمان، بدنه و اعضای آن به درون دولت، دانشگاه‌ها و حتی نيروهای مسلح نفوذ كردند.

### نابودسازی اسناد همکاری انجمن حجتیه با ساواک
مصطفی چمران در دولت موقت به سمت «معاون نخست‌وزیر در امور انقلاب» و سپس «وزیر دفاع» منسوب شد. وی در این دوران برادرش مهدی چمران را به سمت «ریاست دفتر» خود منسوب کرد. مهدی چمران نیز محمدجواد مادرشاهی از اعضای برجستۀ انجمن حجتیه را که در آن زمان از نام مستعار «مروج» استفاده می‌کرد به سرپرستی «مرکز اسناد ساواک» منسوب کرد. به ادعای عزت شاهی، مروج که بعداً تا سمت مشاور امنیتی رئیس جمهور نیز ارتقاء یافت، با استفاده از این فرصت اسناد مربوط به همکاری انجمن حجتیه با ساواک را از میان پرونده‌ها بیرون کشید.